# Acura Classic 1995
Acura Classic 1995 — тенісний турнір, що проходив на відкритих кортах з твердим покриттям Manhattan Country Club у Мангеттен-Біч (США). Належав до турнірів 2-ї категорії в рамках Туру WTA 1995. Відбувсь удвадцятьдруге і тривав з 7 до 13 серпня 1995 року. Друга сіяна Кончіта Мартінес здобула титул в одиночному розряді й отримала 79,5 тис. доларів США.

## Фінальна частина

### Одиночний розряд
Кончіта Мартінес —  Чанда Рубін 4–6, 6–1, 6–3
- Для Мартінес це був 6-й титул в одиночному розряді за сезон і 26-й — за кар'єру.

### Парний розряд
Джиджі Фернандес /  Наташа Звєрєва —  Габріела Сабатіні /  Лариса Савченко 7–5, 6–7, 7–5
- Для Фернандес це бувs 6-й титул за сезон і 61-й — за кар'єру. Для Звєрєвої це був 5-й титул за сезон і 60-й — за кар'єру.